# Les Chroniques de Spiderwick (jeu vidéo)
Les Chroniques de Spiderwick (The Spiderwick Chronicles) est un jeu vidéo d'action-aventure  sorti en 2008 pour Nintendo DS, PC, Wii, Xbox 360 et PlayStation 2. Il est édité par Sierra Entertainment et basé sur le film américain Les Chroniques de Spiderwick, réalisé par Mark Waters pour Paramount Pictures et lui-même adapté du livre pour enfant écrit par Holly Black et illustré par Tony DiTerlizzi.

## Système de jeu
Les principaux personnages jouables sont Jared, Simon, Mallory. Chacun d'entre eux a une arme unique qu'il utilise pour combattre des créatures maléfiques.

## Accueil critique
| Plate-forme | Agrégateur   | Note | Critiques | Références |
| ----------- | ------------ | ---- | --------- | ---------- |
| Xbox 360    | GameRankings | 67.9 | 18        | [ 1 ]      |
| Xbox 360    | Metacritic   | 63   | 5         | [ 2 ]      |
| Wii         | GameRankings | 65.1 | 14        | [ 3 ]      |
| Wii         | Metacritic   | 59   | --        | [ 4 ]      |
| PS2         | GameRankings | 67.5 | 6         | [ 5 ]      |
| PS2         | Metacritic   | 65   | --        | [ 6 ]      |
| Windows     | GameRankings | 65.3 | 8         | [ 7 ]      |
| Windows     | Metacritic   | 61   | --        | [ 8 ]      |
| DS          | GameRankings | 63   | 6         | [ 9 ]      |
| DS          | Metacritic   | 59   | --        | [ 10 ]     |